# Clash of the Titans (1981)
Clash of the Titans (bra Fúria de Titãs; prt Choque de Titãs) é um filme britano-estadunidense de 1981, dos gêneros fantasia, ação e aventura, dirigido por Desmond Davis, com roteiro baseado no mito de Perseu, da mitologia grega. 
No filme, a técnica de animação em stop motion é usada em larga escala para animar diversos monstros que aparecem no desenrolar da história. As criaturas criadas para o filme e sua animação ficaram a cargo do perito na animação em stop motion, Ray Harryhausen, que aposentou-se pouco tempo depois da estreia deste filme.

## Sinopse
O rei Acrísio de Argos expressa sua raiva com relação a Zeus por ter engravidado sua filha, a princesa Dânae, lançando-a ao mar, em uma arca de madeira, juntamente com o filho de sua união com Zeus, Perseu. Despercebida por todos, uma pequena ave branca presencia toda a cena. Esta ave é, na verdade, o deus Posídon, que voa até ao Olimpo e informa Zeus da traição de Acrísio. Zeus ordena que Posídon liberte o titã Kraken, para que destrua Argos, inundando toda a cidade com o mar. Enquanto Argos é completamente destruída, Danae e Perseu aportam sãos e salvos na ilha de Sérifo, onde vivem felizes até Perseu tornar-se adulto.
Calibos - o filho mimado de Tétis, deusa dos mares - era o jovem escolhido para casar-se com a Princesa Andrômeda, filha da Rainha Cassiopeia, herdeira da rica cidade de Jopa e, eventualmente, de toda a Fenícia. Zeus confia a Calibos a proteção dos poços da Lua; ao invés disso, Calibos caça, aprisiona e mata tudo o que vive por lá, incluindo os rebanhos sagrados e os cavalos alados de Zeus, com exceção do cavalo alado Pégaso. Por punição, Zeus transforma Calibos em um monstro, forçando-o a viver como um pária por pântanos e brejos. Tétis, furiosa pelo destino do filho, decide que, se o filho não pode desposar Andrômeda, então nenhum outro homem o fará.
Perseu é trazido por Tétis de sua ilha natal para Jopa. Ele fica sabendo sobre Andrômeda e seu drama: ela não pode casar-se a menos que o pretendente responda corretamente a uma adivinhação, dada por Calibos. O pretendente que não responder corretamente ao enigma é queimado vivo, preso a uma estaca. Usando diversos presentes dados a ele pelos Deuses do Olimpo, incluindo o cavalo alado Pégaso e um capacete de invisibilidade, dada por Atena, Perseu descobre a solução do enigma. Perseu é quase capturado por Calibos mas decepa sua mão com uma espada (outro presente divino, este dado pela deusa Afrodite).
Na próxima cerimônia de apresentação de mais um pretendente, Perseu candidata-se, responde corretamente ao enigma e apresenta a mão decepada de Calibos, ganhando a mão de Andrômeda.
No templo de Tétis, Calibos reza para que a mãe o vingue, pela mão decepada por Perseu. Tétis avisa ao filho que nada pode fazer, já que Perseu é protegido de Zeus, mas que pode vingar-se da cidade de Joppa.
Assim, na cerimônia de casamento, realizada em seu Templo, quando a Rainha Cassiopeia atreve-se a comparar a beleza da filha à da própria deusa, Tétis enfurece-se. Sua estátua cai, quebra-se e sua cabeça ganha vida exigindo que Andrômeda seja sacrificada a um monstro marinho (o Kraken), uma adição moderna ao mito (a versão grega tem Cetus como o monstro marinho), em 30 dias, e ainda mantendo-se virgem. De outro modo, o monstro destruiria Joppa.
Perseus procura por um meio de derrotar o Kraken, o último dos Titãs, uma raça de monstros anterior aos deuses. Calibos rouba Pégaso e Zeus ordena que Atena dê sua coruja a Perseu, ela, ao invés disso, pede que Hefesto construa uma coruja mecânica, chamada Bubo, como ajuda a Perseu. Bubo guia Perseu até as bruxas estigeanas, três velhas cegas possuindo apenas um único olho para enxergar. Perseu apodera-se do olho e obriga as bruxas a revelar que a única forma de derrotar o Kraken é através do uso da cabeça de outro monstro, a Medusa, uma das Górgonas. Medusa foi antes uma bela mulher mas, por ter-se atrevido a fazer amor com Posídon no templo de Atena, foi punida e transformada num monstro horrível. Ao cruzar o olhar com a Medusa, qualquer mortal era convertido em pedra. Ela habitava a Ilha da Morte, alcançada através da travessia do rio Estige, no centro do mundo subterrâneo. Perseu chega até lá e mata o monstro ao cortar-lhe a cabeça, utilizando-se do reflexo refletido no interior de seu escudo, sem olhar diretamente o monstro de frente. Ao voltar, Calibos invade o acampamento de Perseu, fura o pano onde está a cabeça de medusa.Do sangue da criatura nasce escorpiões gigantes e Perseu os mata.Logo após enfrenta Calibos enquanto bubo recupera Pégaso no pântano de Calibos.
No momento em que Andrômeda ia ser sacrificada ao Kraken, Perseu aparece, montando Pégaso, e transforma o último dos titãs em pedra, utilizando a cabeça da Medusa. Perseu liberta Andrômeda e casa-se com ela. Perseu e sua Andrômeda foram transformados em constelação por ordem de Zeus, bem como Pégaso e Cassiopeia.

## Elenco
- Harry Hamlin como Perseu
- Maggie Smith como Tétis
- Claire Bloom como Hera
- Ursula Andress como Afrodite
- Pat Roach como Hefesto
- Judi Bowker como Andrômeda
- Burgess Meredith como Ammon
- Siân Phillips como Cassiopeia
- Laurence Olivier como Zeus
- Tim Pigott-Smith como Thallo
- Jack Gwillim como Poseidon
- Neil McCarthy como Calibos
- Susan Fleetwood como Atena
- Vida Taylor como Danae
- Ellie Nicol-Hilton como Aura
- Flora Robson, Anna Manahan e Freda Jackson como as bruxas do Estige